# Evgueni Stankovitch
Evgueni Fedorovitch Stankovitch (ukrainien : Євге́н Фе́дорович Станко́вич, Ievhen Fedorovytch Stankovytch), né à Svaliava le 19 septembre 1942, est un compositeur contemporain ukrainien, de musique de ballet, de pièces pour orchestre de chambre, ainsi que des œuvres chorales. Ses œuvres ont été jouées internationalement.

## Biographie
Stankovitch est né en Svaliava, en Union soviétique (à l’extrême Ouest de l'État ukrainien). En 1962-1963, il étudie la composition avec Adam Soltys au conservatoire Mykola Lyssenko de Lviv. De 1965 jusqu'à son diplôme en 1970, Evgueni étudie la composition avec Boris Liatochinski et Myroslav Skoryk au Conservatoire de Kiev. Il compose l'opéra Коли цвіте папороть – Quand fleurit la fougère qui est interdit en 1978. Il travaille ensuite comme éditeur de musique (1970–1976), et en tant que vice-président (1979), puis président de l'Union des compositeurs d'Ukraine (1990–1993 et 2005–2010). Il est professeur de composition au Conservatoire de Kiev (aujourd'hui Académie nationale de musique d'Ukraine), dès 1988 et en tant que chef du département composition en 1998.

## Prix et distinctions
Evgueni Stankovitch a reçu de nombreux prix et distinctions pour ses compositions, notamment :
- 2009 : Héros d'Ukraine
- 1982 : Ordre de l'Amitié des peuples (URSS)
- 1976 : Médaille pour le Travail (URSS)

## Œuvres
Ses œuvres comprennent 6 grandes symphonies et des symphonies de chambre, 7 ballets, 1 opéra (Коли цвіте папороть – Quand fleurit la fougère), des concertos pour divers instruments, de la musique de chambre et une quinzaine de musiques de films. Sa musique suit la doctrine du réalisme soviétique et use de motifs issus de la musique traditionnelle ukrainienne.

## Discographie
Ses œuvres ont été enregistrées pour Melodiya, Analekta et Naxos, etc.
- Symphonies nos 1 « Larga », 2 « Heroic » et 4 « Lirica » - Orchestre symphonique d'Ukraine, dir. Theodore Koutchar (27-31 janvier 1995, Marco Polo 8.223792 / Naxos 8.555741)
- Raspoutine, suite de ballet - Orchestre philharmonique d'Odessa, dir. Hobart Earle (1996, ASV DCA 988)
- Œuvres pour violon et piano - Solomia Soroka, violon et Arthur Greene, piano (2016, Toccata Classics TOCC0402)